# China Shipping Group
China Shipping (Group) Company — китайська судноплавна компанія. Утворена 1 липня 1997 року у Шанхаї (КНР).
Компанія є одним з центральних державних підприємств (Central SOE) Китаю і знаходиться під управлінням Комітету з контролю і управління державним майном Китаю (SASAC). [Архівовано 4 жовтня 2019 у Wayback Machine.]
Компанія є надвеликих конгломерат транспортних компаній, що діють на різних континентах.
Під егідою China Shipping складаються п'ять спеціалізованих комерційних флотів — танкери, балкери, контейнеровози, пасажирських суден і суден для спеціальних вантажів. Всього понад 440 суден сумарним дедвейтом понад 15 мільйонів тонн і річним обсягом перевезень понад 270 мільйонів тонн/
China Shipping веде свою діяльність в різних сферах об'єднаної логістики, транспортних і термінальних операцій, фінансів та інвестицій, організації праці, постачання і комерції, інформаційних технологій.

## Структура
Компанія включає в себе: головний офіс; 24 дочірніх компанії зі 100 % участю; 3 дочірніх компанії, акції яких розміщені на біржі; 3 спільних підприємства.
За межами Китаю засновано більше 260 філій і відділень.
3 дочірніх компанії, акції яких розміщені на біржі:
- China Shipping Haisheng Co., Ltd

- China Shipping Development Co., Ltd — найбільший в Китаї перевізник нафти, а також іншої сировини: вугілля, цементу, залізної руди та інших матеріалів.

- China Shipping Container Lines Co., Ltd (CSCL) — є спеціалізованою корпорацією з морських контейнерних перевезень. Компанія надає послуги транспортування різними видами транспорту, а також послуги зберігання, перевантаження вантажів, оформлення митних документів і контейнерне відстеження. На листопад 2006 рік сучасний флот CSCL складався з 151 контейнерного судна з повною операційної здатністю в 408 546 TEUs. Компанія пропонує транспортування по міжнародних маршрутах між Китаєм і Японією, Кореєю, Таїландом, Філіппінами, Індонезією, Австралією, Середземним морем, США, Європою.

|                |             |                 |              |
| CSCL Zeebrugge | CSCL Xiamen | Xin Los Angeles | Xin Qing Dao |

## Сайти
China Shipping Agency (Russia) Co.Ltd.